# Diána Igaly

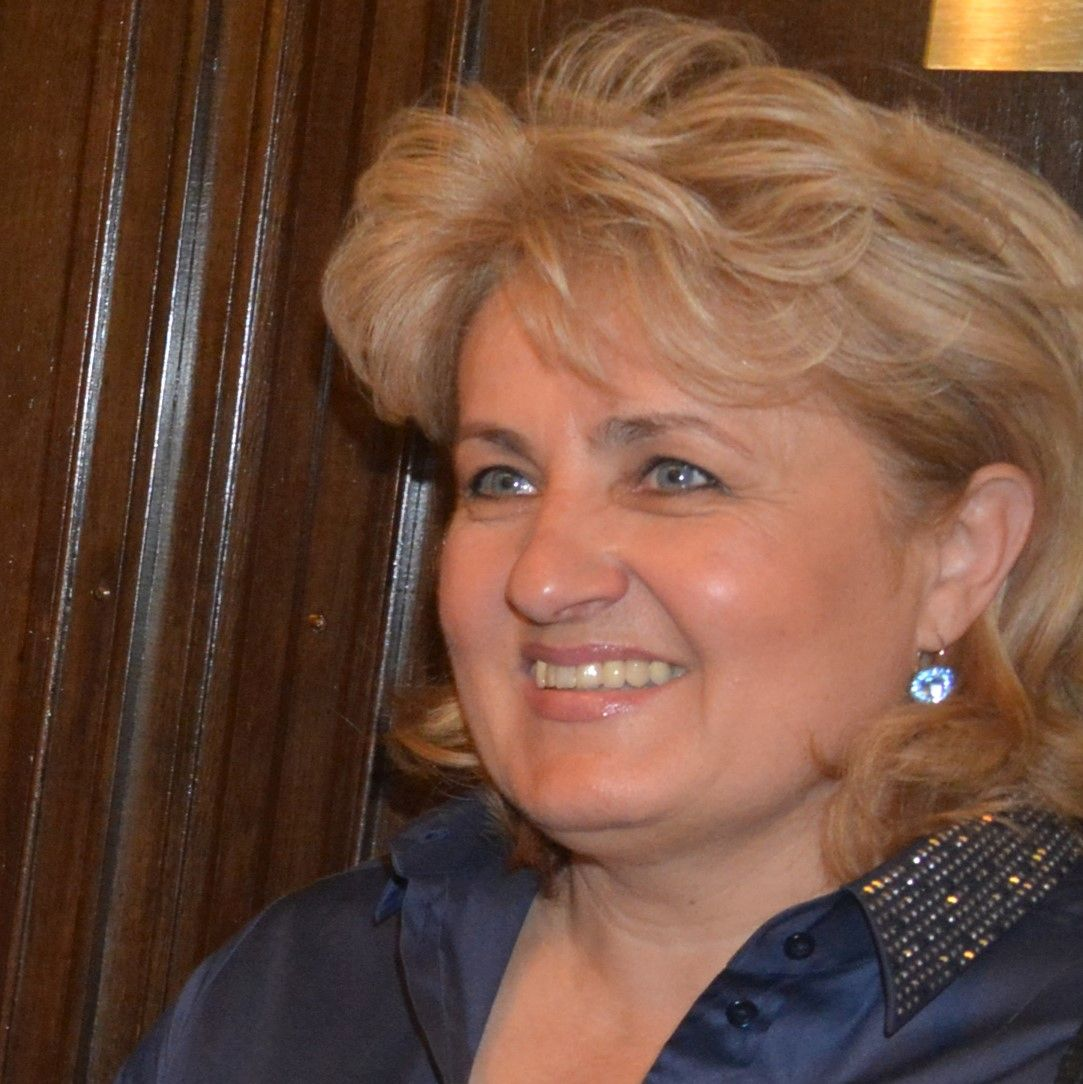
Diána Igaly, 2017

Diána Igaly (* 31. Januar 1965 in Budapest als Diána Cziraki; † 8. April 2021 ebenda) war eine ungarische Sportschützin. Sie gewann 2004 eine olympische Goldmedaille, die bislang einzige (Stand 2018) für eine ungarische Sportschützin.

## Biografie
Igaly war 1983 Junioreneuropameisterin im Skeet, 1984 erhielt sie die Silbermedaille. 1990 gewann sie die Bronzemedaille bei den Europameisterschaften, 1991 war sie Europameisterin. Bei den Olympischen Spielen 1992 starteten Männer und Frauen im Gegensatz zu Welt- und Europameisterschaften gemeinsam in einem offenen Wettbewerb, den mit der Chinesin Zhang Shan eine Frau gewann. Igaly belegte in diesem Wettkampf den 42. Platz. 1994 erkämpfte Igaly die Bronzemedaille bei den Europameisterschaften, bei den Weltmeisterschaften erhielt sie Silber. 1995 folgte Weltmeisterschaftsbronze.
1998 gewann Igaly in Barcelona ihren ersten Weltmeistertitel. 2000 erkämpfte sie Bronze sowohl bei den Europameisterschaften als auch bei den Olympischen Spielen 2000 in Sydney. 2002 gewann sie in Lahti ihren zweiten Weltmeistertitel. 2003 belegte sie bei den Weltmeisterschaften in Nicosia den dritten Platz. Bei den Olympischen Spielen 2004 in Athen gelangen ihr 97 Treffer, damit hatte sie vier Treffer Vorsprung vor der Chinesin Wei Ning und der Titelverteidigerin Zemfira Meftachetdinowa aus Aserbaidschan.
Igaly blieb noch einige Jahre aktiv, so verpasste sie bei den Olympischen Spielen 2008 nur knapp den Finaleinzug, internationale Medaillen gewann sie nach 2004 nicht mehr. Diána Igaly war mit ihrem Trainer Jozsef Igaly verheiratet, die Ehe wurde aber später geschieden.
Am 8. April 2021 starb Igaly im Alter von 56 Jahren während der COVID-19-Pandemie an den Folgen einer SARS-CoV-2-Infektion in Budapest.